# 忠孝堂
28°53′39″N 119°48′19″E / 28.89417°N 119.80528°E
忠孝堂位于中国浙江省武义县壶山上街297号，是明代名将徐平湖的住宅，2005年被列为浙江省文物保护单位。
忠孝堂建于明代中后期，坐南朝北，三进三天井，共31个房间，是浙中地区不可多得的明代厅堂建筑。

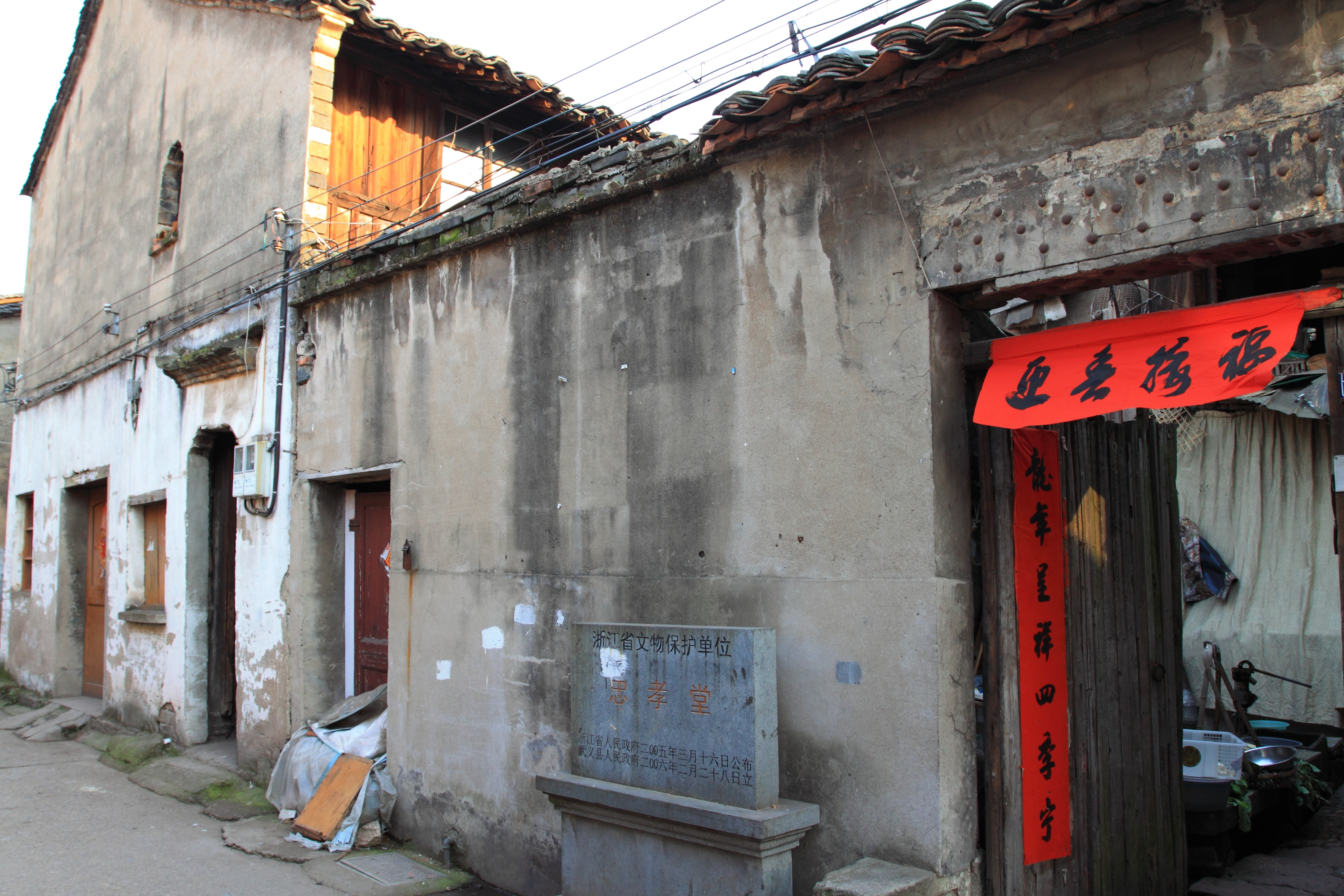
大门
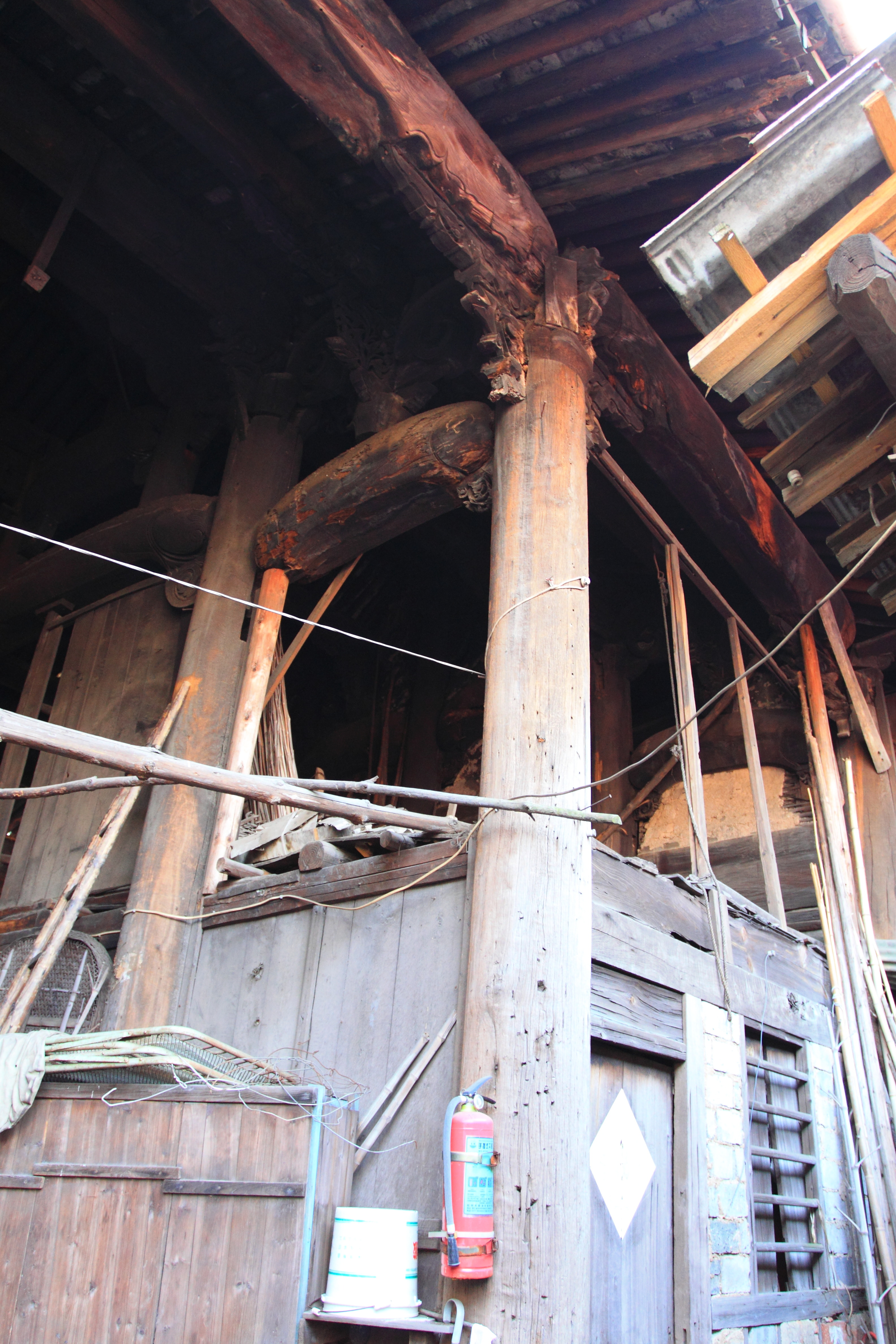
第一进梁架
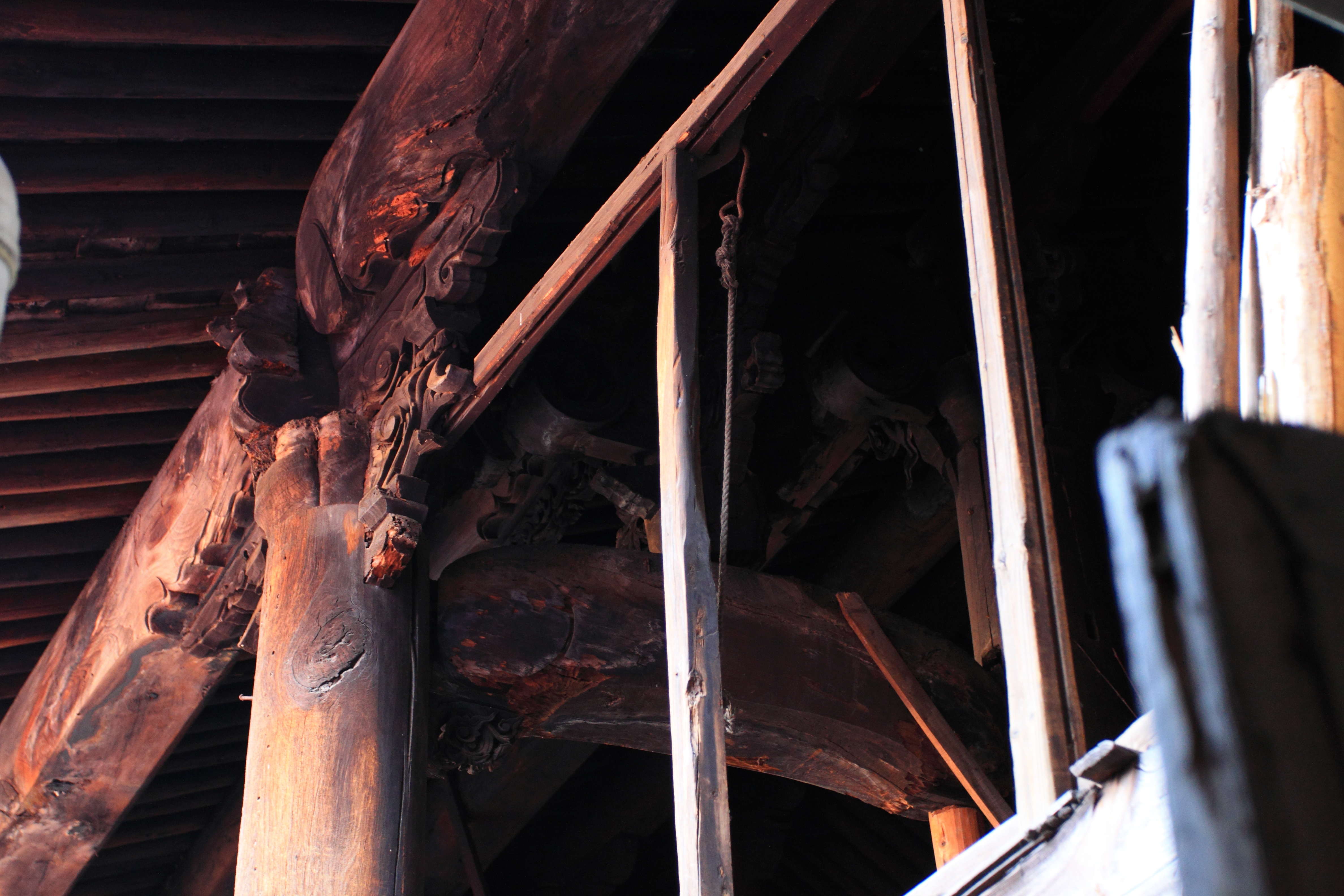
第一进梁架
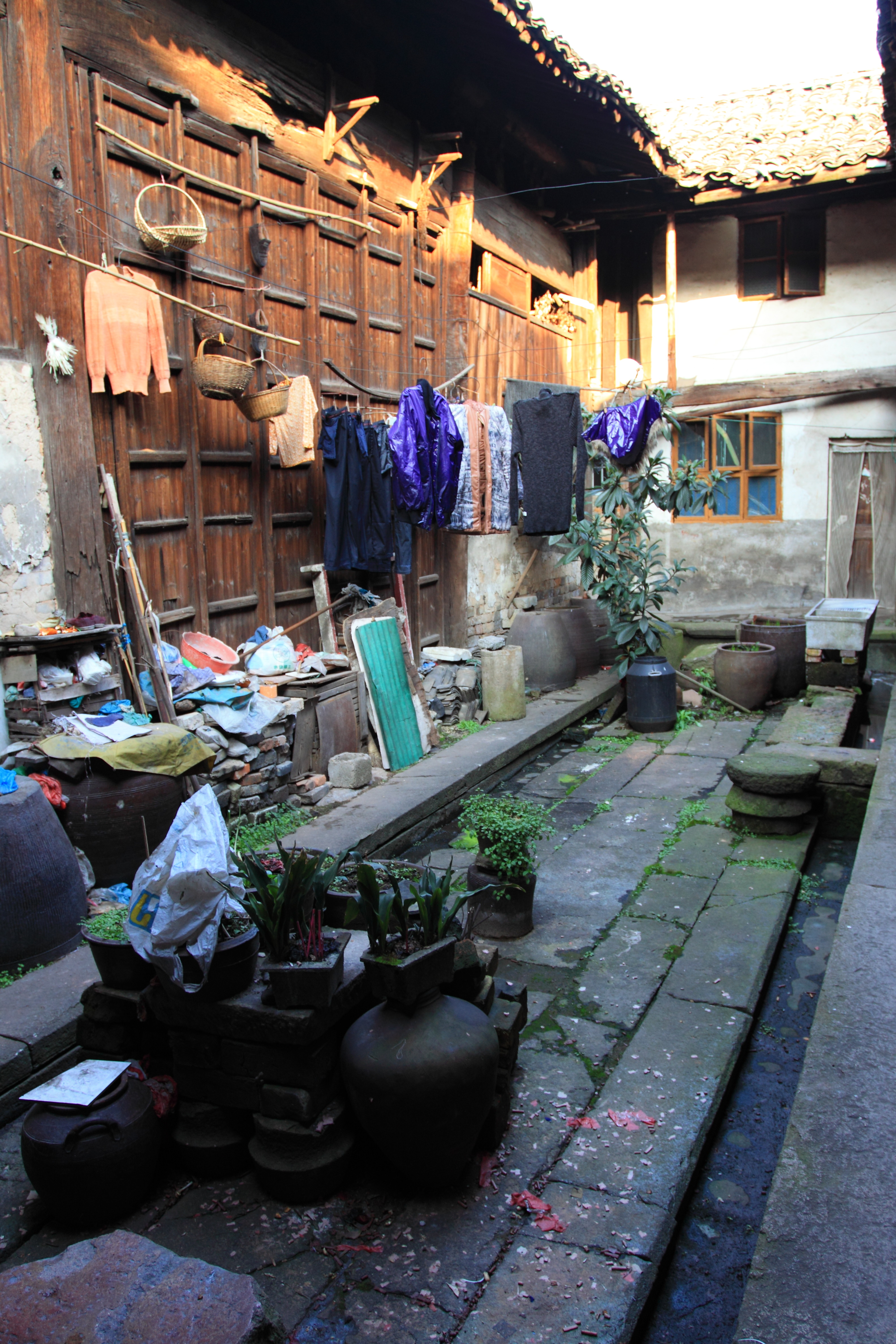
第一进与第二进之间的天井
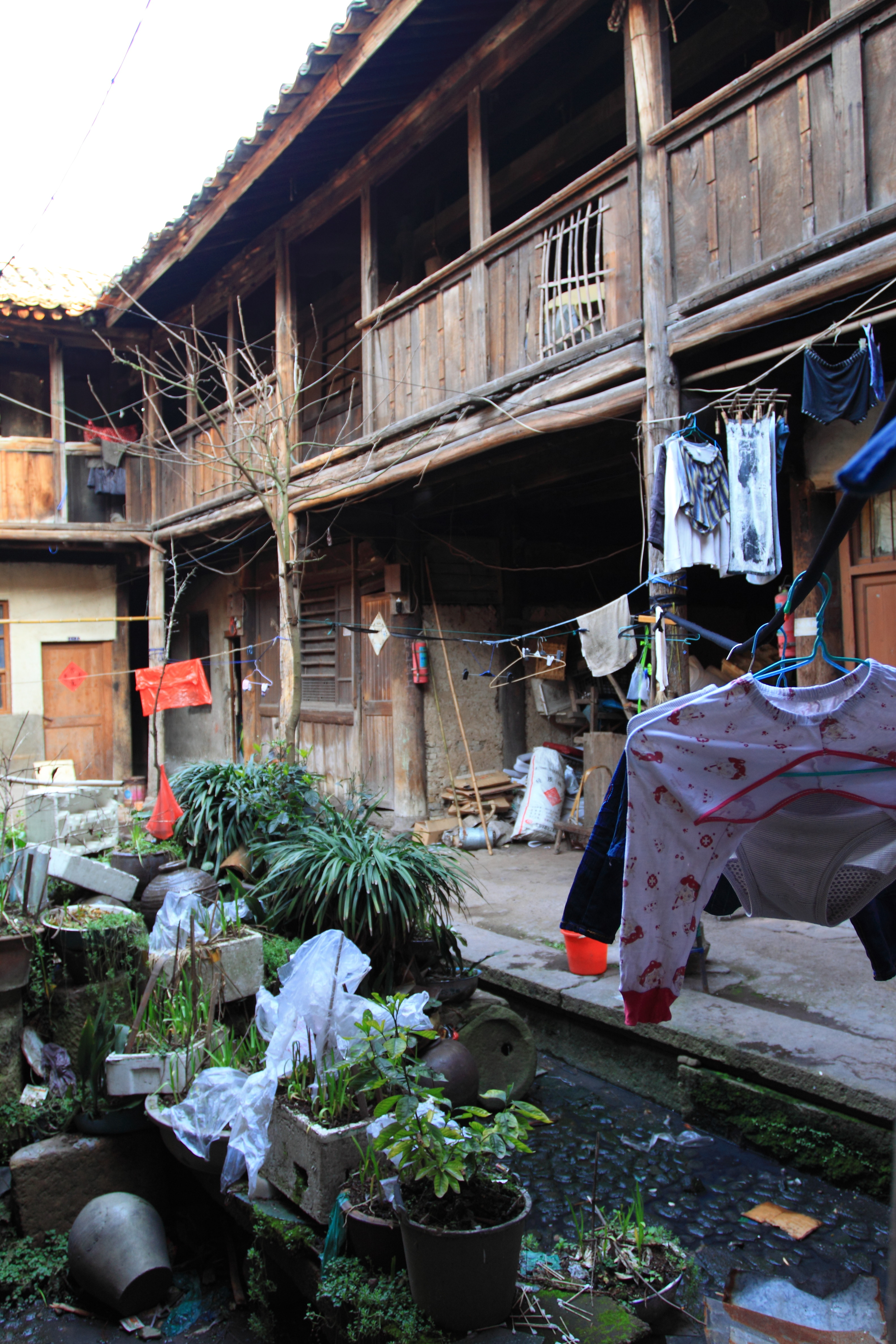
第二进与第三进之间的天井